# Turist Semenic
Turist Semenic este o companie turistică din România.
Compania deține în administrare directă mai multe active, între care complexul Semenic, format dintr-un hotel și un restaurant, bar de noapte și bar de zi, hotelul Goyna cu restaurant, Hotelul restaurant Nedeea Semenic, Vila Pietricica, cabana și restaurantul Splendid, Cabana Constructorul, cabana și restaurantul Marhitas.
În august 2001, pachetul de acțiuni de 40% deținut de Ministerul Turismului a fost cumpărat vineri de un cetățean român, Gruia Stoica, la valoarea de 14,9 miliarde lei vechi.
Turist Semenic face parte din Grupul Grampet